# Puerto Golondrina
Puerto Golondrina, ou Bahía Golondrina, est un quartier de la ville d'Ushuaïa, capitale de la province de la Terre de Feu, en Argentine. Il est situé juste à l'ouest du centre-ville, près de l'aéroport international d'Ushuaïa et, au-dessus du quartier, de l'école provinciale 22.
La région possède des plages de pierres et pas de vagues, car elle est assez abritée des vents. Elle compte également plusieurs hôtels et auberges construits ces dernières années. Cette petite baie abrite l'aéroport d'Ushuaïa sur sa rive sud et le quartier de Golondrina sur sa rive nord.

## Histoire
Le quartier doit son nom à la baie qui s'est formée à l'ouest de la péninsule Ushuaïa. Celle-ci était reliée à la baie d'Ushuaïa par un canal qui a disparu lors du retrait des eaux, entraînant la formation de la péninsule. Les Yámanas appelaient ce canal « Jaujuashaga ».
Ce site est né en même temps que la ville d'Ushuaïa et a d'abord été établi comme une prison militaire (Presidio Militar de Bahía Golondrina), mais a ensuite été fusionné avec la prison de la ville en 1910, faisant de la localité un simple port de pêche. Aujourd'hui, il fait partie de la banlieue d'Ushuaïa.